# Deerfield Academy

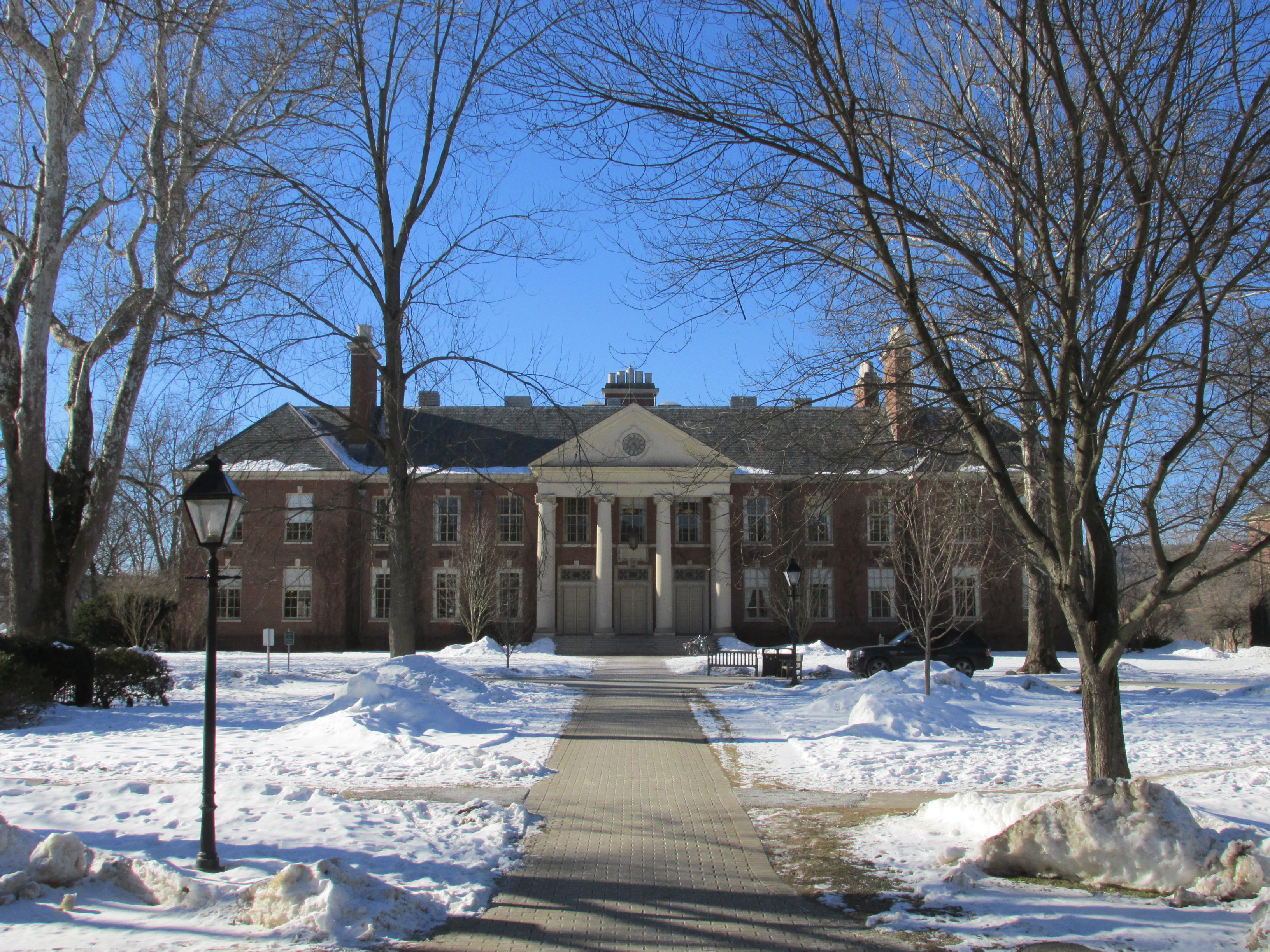
Deerfield Academy

Deerfield Academy (auch Deerfield oder DA) ist eine private US-amerikanische High School, eine College Prep School in Internats- und Tagesform in Deerfield, Massachusetts. Gegründet wurde die Schule 1797 und weist heute etwa 650 Schüler aus 42 Staaten auf. Sie ist Mitglied der elitären Privatinternatevereinigung Eight Schools Association.
Im Schuljahr 2024–25 betrugen die Schulgebühren im Internat $ 74.440 und in der Tagesschule $ 53.860. 40 % der Schülerschaft erhielten finanzielle Unterstützung, 48 Schüler waren ganz kostenfrei (7,4 %). Das Stiftungsvermögen der Schule betrug 2024 $ 920 Millionen. Viele Schüler wechseln auf die renommierte Brown University.

## Geschichte
Die Gründung der Deerfield Academy erfolgte 1797, nachdem der Gouverneur von Massachusetts Samuel Adams eine Genehmigung für eine Schule gewährt hatte "for the promotion of Piety, Religion & Morality, & for the Education of Youth in the liberal Arts & Sciences, & all other useful Learning". Der Unterricht begann 1799 bereits in koedukativer Form. Der Ort Deerfield lag an der westlichen Grenze der europäischen Siedlungen, über hundert Schüler kamen aus der Stadt und näheren Umgebung. Die Stadt musste 1859 eine kostenfreie staatliche Schule anbieten, die der Privatschule organisatorisch beigegeben wurde. Daher flossen Steuermittel in die Finanzierung neben privaten Stiftungen.
Um 1900 war die Einwohnerzahl derart gesunken, dass nur ca. 15 Schüler kamen. Der neue Schulleiter Frank Boyden bildete eine Internatsschule nur für Jungen, die das ganze Land ansprach und den Unterricht auf die Aufnahme durch die bekannten Colleges wie Princeton konzentrierte. Dazu kamen Sport und moralische Erziehung. Als die Stadt die Subvention einstellte, halfen andere Schulen wie die Taft School aus. Deerfield wurde zum Auffangschule für Schüler mit schlechten Leistungen und erwarb einen so hohen Ruf, der auch hochvermögende Spender anzog wie Nelson Rockefeller und John Gideon Searle, die ihre eigenen Söhne dorthin sandten. Die Schulgebühren wurden immer höher und die Schülerschaft elitärer bis zur Pensionierung Boydens 1968. Mädchen wurden erst 1989 wieder zugelassen unter Protest der Schülerschaft. Weil König Abdullah II. von Jordanien die Schule besucht hatte, gründete er 2006 eine Tochterschule in Madaba.
Im jüngeren nationalen Schulranking der USA nahm die Deerfield Academy einen vorderen Platz in Massachusetts, aber keinen Topplatz landesweit ein.

## Namhafte Schüler
- George Fuller (1822–1884), Maler
- Thomas Keating (1923–2018), Trappistenabt
- Daniel C. Searle (1926–2007), Pharmaindustrieller (Anti-Baby-Pille)
- Rodman Rockefeller (1932–2000), Geschäftsmann
- Steven Clark Rockefeller (* 1936), Philanthrop
- Kerry Emanuel (* 1955), Meteorologe
- Matthew Fox (* 1966), Schauspieler
- Sarah True (* 1981), Triathletin

## Einzelbelege
1. ↑  Home EIGHT SCHOOLS ASSOCIATION. Abgerufen am 2. Juni 2025 (englisch).
2. ↑  Financial Aid. In: Deerfield Academy. Abgerufen am 13. September 2024 (englisch).
3. ↑  Sara Randazzo: Exclusive | More Elite Prep Schools Are Offering a Free Ride for the Middle Class. Abgerufen am 2. Juni 2025 (amerikanisches Englisch).
4. ↑  General Court of Massachusetts, State Library of Massachusetts: Acts and resolves passed by the General Court. Boston : Secretary of the Commonwealth, 1796 - Chapter 62. "An act for establishing an academy in the town of Deerfield, by the name of Deerfield Academy.", S. 125 f. (englisch, archive.org).
5. ↑  Explore Deerfield Academy. Archiviert vom Original (nicht mehr online verfügbar) am 21. Juli 2023; abgerufen am 2. Juni 2025 (amerikanisches Englisch).

Koordinaten: 42° 32′ 47,2″ N, 72° 36′ 19,1″ W